# Mount Askin
Mount Askin är ett berg i Antarktis. Det ligger i Östantarktis. Australien gör anspråk på området. Toppen på Mount Askin är 3 056 meter över havet.
Terrängen runt Mount Askin är bergig åt sydost, men åt nordväst är den kuperad. Trakten är obefolkad. Det finns inga samhällen i närheten. 